# Strictly Diesel
Strictly Diesel es el primer álbum de estudio de la banda estadounidense de nu metal Spineshank. Fue lanzado el 22 de septiembre de 1998, a través de Roadrunner Records. Fue producido por Jay Baumgardner y Amir Derakh, Strictly Diesel es un álbum de nu metal y metal industrial cuyo sonido fue comparado con bandas como Deftones, Fear Factory, Korn y Sepultura, todas las cuales Spineshank citó como influencias musicales.

## Lista de canciones
Todas las letras están escritas por Jonny Santos y Tom Decker, excepto "While My Guitar Gently Weeps", escrita por George Harrison.

| N.º | Título                                                | Duración |  |
| 1.  | «Intake»                                              | 2:47     |  |
| 2.  | «Stovebolt»                                           | 3:02     |  |
| 3.  | «Shinebox»                                            | 3:07     |  |
| 4.  | «Where We Fall»                                       | 3:31     |  |
| 5.  | «Detached»                                            | 3:22     |  |
| 6.  | «Slipper»                                             | 4:16     |  |
| 7.  | «40 Below»                                            | 3:22     |  |
| 8.  | «Strictly Diesel»                                     | 3:10     |  |
| 9.  | «Grey»                                                | 3:30     |  |
| 10. | «*28»                                                 | 4:00     |  |
| 11. | «While My Guitar Gently Weeps» (cover de The Beatles) | 4:02     |  |
| 12. | «If It Breathes»                                      | 3:07     |  |
| 13. | «Mend»                                                | 3:05     |  |
| 14. | «Stain (Start the Machine)»                           | 3:21     |  |

## Personal
Spineshank
- Jonny Santos – voz
- Mike Sarkisyan – guitarra, sitar, gritos (10)
- Robert Garcia – bajo, coros
- Tommy Decker – batería, electrónica, coros

Músicos adicionales
- Josh Abraham – programación, loops
- Amir Derakh – guitarra sintetizada (11)
- Chris Thompson – guitarra adicional (14)
- Burton C. Bell – voz invitada (14)